# Freie Stimmen im Bezirke Zürich
Die Freie Stimmen im Bezirke Zürich war eine linksradikale Zürcher Wochenzeitung, die zwischen 1842 und 1855 erschien.

## Geschichte
Die Freie Stimmen im Bezirke Zürich war der Nachfolger der kurzlebigen Zeitung Intelligenz- und Unterhaltungs-Blatt der Gemeinde Neumünster, die von dem Drucker Jakob Friedrich Hess herausgegeben und von dem Dichter Leonhard Widmer redaktionell geleitet wurde. Nachdem das «Neumünster-Blatt», das inhaltlich als politisch ausgerichtete Nachrichtenzeitung konzipiert war, trotz einer Neulancierung nicht den gewünschten Erfolg erbrachte, wurde das Projekt eingestellt. Am 24. Dezember 1842 erschien daraufhin die Pilotausgabe der Zeitung Freie Stimmen im Bezirke Zürich. Zu diesem Zweck wurde eigens eine Aktiengesellschaft gegründet, welche die Finanzierung des Blatts sicherstellen sollte. Über die redaktionelle Zusammensetzung hielt sich die Zeitung lange Zeit bedeckt, was dazu führte, dass Teile der Presse versuchten, eigenhändig die Identität der Autoren zu ermitteln. Ab dem 7. April 1847 erschien die Publikation unter dem gekürzten Namen Freie Stimmen.
Als Schlüsselfigur des Blatts kann insbesondere in den Anfangsjahren Jakob Friedrich Hess genannt werden, der die Zeitung zwischen 1846 und 1848 selbst finanzierte und als ihr Verleger fungierte, nachdem sich die Aktiengesellschaft mit Hess überworfen und sich auch der einstige Weggefährte Widmer enttäuscht von dem Projekt abgewandt hatte. Zum Verhängnis wurden Hess jedoch seine polemischen Diffamierungen diverser Zürcher Politiker und Behördenmitglieder, die zusammen mit seiner – selbst aus Sicht der Zürcher Radikalen – generell als zu extrem empfundenen Haltung dafür sorgten, dass er von seiner Position als Herausgeber und Redakteur entfernt wurde.
Im Anschluss wurde der Verein der Freien Stimmen gegründet und die redaktionelle Leitung an den Arzt J. U. Elmiger übertragen, der in dieser Funktion bis kurz vor der Einstellung der Zeitung im Jahr 1855 auf ehrenamtlicher Basis tätig war. Unter der Leitung Elmigers gelang es dem Blatt, die Zahl der Abonnenten zwischen 1848 und 1850 von 400 auf 1'000 zu erhöhen. Auch inhaltlich war eine Veränderung festzustellen: In den letzten drei Jahren ihres Bestehens verstand sich die Wochenzeitung primär als eine sozialdemokratische Publikation. Finanzielle Schwierigkeiten und ein gerade im Vergleich zu den 1840er Jahren deutlich anderes politisches Klima in Zürich führten am 16. Dezember 1855 zur Bekanntmachung, dass die Zeitung eingestellt werde.

## Inhalt
Die ersten Ausgaben der Zeitung beschränkten sich auf Neuigkeiten aus den umliegenden Gemeinden Zürichs. Zu Beginn publizierte das Wochenblatt hauptsächlich Handelsnachrichten, lokale Neuigkeiten sowie landwirtschaftliche Artikel und als interessant erachtete Trivia. Zur Unterhaltung wurden neben Rätseln und humorvollen Beiträgen auch Gedichte veröffentlicht, für die sich der Dichter Leonhard Widmer verantwortlich zeichnete. Zudem suchte die Redaktion den Austausch mit der Leserschaft und druckte regelmässig eingesandte Briefe ab. Aufgrund des relativ vielfältigen Inhalts verzichtete die Redaktion lange Zeit auf die Nutzung von klar definierten Themensparten.
Die für die redaktionelle Arbeit benötigten Informationen bezog die Zeitung unter anderem aus der Neuen Zürcher Zeitung und dem Schweizerischen Republikaner. Im späteren Verlauf des ersten Jahres nahm das Blatt jedoch zunehmend eine politische Haltung ein. Themen rund um die Missstände der Fabrikarbeiter, Handwerker und Bauern rückten nun vermehrt ins Zentrum der Berichterstattung. Ein grosses Anliegen der Redaktion war es, die Arbeitsumstände der untersten Klasse zu verbessern. Immer wieder war in diesem Zusammenhang auch vom Kommunismus die Rede, der von der Zeitung als Mittel zur Förderung der Sozialfürsorge und des Allgemeinwohls nach Vorbild der christlichen Nächstenliebe verstanden und propagiert wurde.

„Kommunismus! Was ist denn diess? Ein gemeinsames Schalten und Walten, bei dem Arm, Gross und Klein, Jeder nach seiner Weise, nach seinen Kräften das gemeinsame Wohl befördert. Davor kann ich nicht erschrecken; ich finde diess schön und gut; ich wollte diess ja schon lange; alle gemeinnützigen Bestrebungen gehen ja dahin, nur mehr oder minder klar. […] Sollte diess aus dem Bösen sein? O gewiss nicht! Nächstenliebe, die den anderen gönnt, was sie für sich wünscht, die in der Noth Jedem hilft oder vielmehr keinen Redlichen, Arbeitsamen in Noth kommen lässt, dies bezwecken wir; wer kann dagegen sprechen?‘“

Für den politischen Teil der Zeitung war in den ersten Jahren der sozial engagierte Seidenfabrikant Salomon Rütschi zuständig, der zuvor bereits die dichterische Arbeit von Widmer unterstützt hatte und neben seiner redaktionellen Arbeit auch finanziell an der Zeitung beteiligt war. Nachdem der Drucker Jakob Friedrich Hess die inhaltliche Ausrichtung des Wochenblatts übernahm, verschärfte sich der Ton der Zeitung deutlich. In mehreren teils polemischen Artikeln warf Hess der liberalen Regierung Zürichs Teilnahmslosigkeit sowie Selbstzufriedenheit vor und stiess damit Politiker, wie beispielsweise den Führer der Liberalen Partei und späteren Bundesrat Jonas Furrer, der von Hess in einem am 22. März 1848 erschienenen Artikel diffamiert wurde, vor den Kopf.
In der Zeitung wurden nun vermehrt auch konkrete Vorschläge zum Schutz der Arbeiterklasse kommuniziert: So plädierte Hess für eine Einführung der Progressivsteuer, setzte sich für Massnahmen gegen den Missbrauch der Gewerbefreiheit ein und forderte eine staatliche Aufsicht in den Fabriken. Neben einer Verbesserung der damaligen sozialen Umstände strebte die Zeitung aber auch eine grundlegendere Änderung des politischen Systems an. Als oberstes Ziel dieses Umsturzes wurde die politische Volkssouveränität genannt. 1848 schwenkte der Blick der Zeitung ins Ausland und auf die Februarrevolution Frankreichs sowie die Märzrevolution in Deutschland, die Hess von nun an beide ins Zentrum der politischen Berichterstattung rückte. Hess, der die Tumulte in den Nachbarländern als den Anfang vom Ende des kapitalistischen Systems interpretierte, erhoffte sich, dass im sich neu formierenden Schweizer Bundesstaat eine ähnliche Bewegung entstehen würde.
Nachdem Hess in Ungnade gefallen war und seine Position als Chefredakteur und Verleger aufgeben musste, entwickelte sich die Zeitung unter der Leitung von J. U. Elmiger zu einem sozialdemokratischen Blatt. Vom Kommunismus distanzierte sich die Redaktion in der Folge und bezeichnet ihn zwar als «schön […], aber praktisch nicht ausführbar». Das Blatt griff die These von Wilhelm Weitling auf, nach der Jesus ein Sozialist gewesen sei und der Sozialismus als eine humanitäre Pflicht der Christen betrachtet werden müsse. Im Anschluss veröffentlichte die Zeitung mehrere Leitartikel, die sich mit dem Sozialismus und seiner praktischen Anwendung beschäftigten.